# Yolanda de Sousa
Pour les articles homonymes, voir Sousa.
Yolanda Brigida Domingos de Sousa est une avocate et femme politique angolaise. Membre du Mouvement populaire de libération de l'Angola (MPLA), elle est élue députée de l'Angola aux élections nationales du 28 septembre 2017,,.
Yolanda est diplômée en droit et avocate. Elle a été présidente des étudiants de l'enseignement supérieur en Angola (2009 à 2012) et consultante pour le ministère de l'Administration territoriale (2010 à 2012).